# Josep Puerto
Josep Puerto Guaita (Almusafes, Valencia, 8 de marzo de 1999) es un jugador de baloncesto español que milita en las filas del Valencia Basket de la Liga ACB. Mide 2,02 metros, y juega en la posición de alero.

## Trayectoria
Puerto se formó en el CB Marcelina Benifaió e ingresó en categoría infantil a la cantera Valencia Basket donde ya fue Quinteto Ideal de la Minicopa celebrada en Vitoria. Explotó siendo Cadete de primer año ganando el MVP de la fase final de la Comunidad Valenciana y liderando el Valencia Basket hasta cuartos de final. 
Realizaría una gran temporada 2015-16, en el grupo E de la Liga EBA estando entre los mejores de la categoría y formando parte de las categorías inferiores de la selección española. Un fijo con la selección española desde la U14, disputando así mismo gran cantidad de torneos entre ellos dos Europeos, no pudo participar en el Mundial de Zaragoza debido a problemas personales.
Debutaría en la Eurocup en la temporada 2015-16 en el partido de la décima jornada, entre su club y el Proximus Spirou Charleroi belga, siendo aún júnior y el tercer jugador más joven en debutar con el Valencia Basket.
En la temporada 2016-17, forma parte de la plantilla del filial que disputa Liga EBA y entrena con el primer equipo ACB, donde forma parte de las convocatorias para jugar ACB y Eurocup. 

El 5 de marzo de 2017, haría su debut en Liga ACB, en el Buesa Arena frente al Saski Baskonia. Las bajas del Valencia incluyeron en la lista al joven Josep Puerto, que disfrutó un minuto y 21 segundos en pista en los que hizo dos faltas personales y falló un triple.
En septiembre de 2018, el jugador es cedido al Oviedo Club Baloncesto de la Liga LEB Oro.
Durante la temporada 2019-20, el jugador es cedido al TAU Castelló de la Liga LEB Oro por una temporada.
El 1 de septiembre de 2020, el Valencia Basket alcanzó un acuerdo con el TAU Castelló para volver a ceder por segunda temporada consecutiva a Puerto al club castellonense, pero el 5 de octubre de 2020, decide repescarlo y romper el acuerdo de cesión, para que forme parte de la primera plantilla del Valencia Basket en Liga Endesa durante la temporada 2020-21.

## Selección nacional
Con las categoría inferiores de la selección española, en 2015 disputaría el Europeo Sub-16, en Kaunas (Lituania); en diciembre de 2016, juega el Europeo Sub-18, en Samsun (Turquía); y el 2017 obtiene la Plata en el Europeo Sub-18 de Eslovaquia.
Su primera convocatoria con la selección absoluta fue para los encuentros del 21 y 24 de febrero de 2022, pero no llegó a debutar. Luego fue convocado de nuevo para los partidos contra Eslovaquia del 22 y el 25 de noviembre de 2024 del Pre Europeo, debutando finalmente el 25 de noviembre.